# 天山新村
天山新村是位於中華人民共和國上海市長寧區天山路街道的一個住宅區，也是上海第一批工人新村，因為地處天山路南北两侧，所以得名天山新村。天山新村建成時進一步分为天山一村至天山五村。天山新村中曾經有部分建築屬於两万户，不過天山新村中的兩萬戶住宅最終均被拆除或改建。還有部分建築屬於煤衛合用，2017年起開始改建成煤衛獨用。

## 歷史
天山新村所在地原本是農田。中華民國大陸時期，天山新村所在地的村落有许家屯、高家巷、张家浜、英瑞庙村等，有居民200余户，大多数人是從其他地方迁入。
1952年，天山一村開建，1953年，天山一村建成，建成時為两层排屋。最初入住的居民中有不少人是劳动模范、先进工作者，企事业单位中层领导。1990年代中期，包括二万户住宅在內的整個天山一村全部拆除，原址建成4幢高层住宅，原居民開始动迁。後來天山一村地塊變成虹桥南丰城。
1954年，天山二村动工，1955年建成。1990年代，天山二村北块进行改建，三层以上是加蓋出來的樓層。
1956年，天山三村、四村开建。1958年，天山三村、四村竣工。天山三村後來的遵义路以东地塊更名為遵义小區，以西地塊名稱不變。天山四村後來的娄山关路路东地塊更名為天山小區，路西地塊名稱不變。
1957年，天山五村兴建，1958年中華人民共和國国庆節期间竣工。天山五村起初位於上海县，1984年划入长宁区。